# Kęszyce (Łódź)
Pour les articles homonymes, voir Kęszyce.
Kęszyce est une localité polonaise de la gmina et du powiat de Zduńska Wola en voïvodie de Łódź.